# Campeonato Mundial de Natação em Piscina Curta de 2021 - 4x200 m livre feminino
A prova dos 4x200 metros livre feminino do Campeonato Mundial de Natação em Piscina Curta de 2021 foi disputado no dia 20 de dezembro de 2021, na Etihad Arena, em Abu Dhabi, nos Emirados Árabes Unidos. 

## Recordes
Antes desta competição, os recordes mundiais e do campeonato nesta prova eram os seguintes:
|                       | Nacionalidade | Tempo   | Local | Data                  |
| --------------------- | ------------- | ------- | ----- | --------------------- |
| Recorde mundial       | Países Baixos | 7:32.85 | Doha  | 3 de dezembro de 2014 |
| Recorde do campeonato | Países Baixos | 7:32.85 | Doha  | 3 de dezembro de 2014 |

## Medalhistas
| Ouro | Ouro | Bronze                                                     |
| Canadá · Summer McIntosh · Kayla Sanchez · Katerine Savard · Rebecca Smith · Tessa Cieplucha[a] · Sydney Pickrem[a] | Estados Unidos · Torri Huske · Abbey Weitzeil · Melanie Margalis · Paige Madden · Katharine Berkoff[a] · Emma Weyant[a] | China · Li Bingjie · Cheng Yujie · Zhu Menghui · Liu Yaxin |

a  Nadadores que participaram apenas nas eliminatórias e receberam medalhas.

## Resultados

### Eliminatórias
As eliminatórias ocorreram dia 20 de dezembro com um total de 9 nacionalidades. 
| Colocação | Bateria | Raia | Nacionalidade              | Nadadoras | Tempo   | Notas |
| --------- | ------- | ---- | -------------------------- | --- | ------- | ----- |
| 1         | 1       | 5    | Federação Russa de Natação | Ekaterina Nikonova (1:56.17) Anna Egorova (1:57.46) Daria S. Ustinova (1:56.06) Valeriya Salamatina (1:54.80)  | 7:44.49 | Q     |
| 2         | 1       | 4    | Estados Unidos             | Torri Huske (1:56.41) Katharine Berkoff (1:55.89) Emma Weyant (1:57.28) Paige Madden (1:56.00)                 | 7:45.58 | Q     |
| 3         | 2       | 4    | China                      | Li Bingjie (1:55.75) Cheng Yujie (1:56.29) Zhu Menghui (1:58.70) Liu Yaxin (1:56.76)                           | 7:47.50 | Q     |
| 4         | 1       | 3    | Hungria                    | Fanni Gyurinovics (1:57.31) Ajna Késely (1:56.82) Nikolett Pádár (1:56.70) Boglárka Kapás (1:57.45)            | 7:48.28 | Q     |
| 5         | 2       | 3    | Alemanha                   | Isabel Marie Gose (1:56.39) Annika Bruhn (1:56.98) Leonie Kullmann (1:58.81) Marie Pietruschka (1:58.69)       | 7:50.87 | Q     |
| 6         | 2       | 5    | Canadá                     | Tessa Cieplucha (1:57.33) Rebecca Smith (1:56.25) Summer McIntosh (1:59.58) Sydney Pickrem (2:00.66)           | 7:53.82 | Q     |
| 7         | 2       | 6    | Brasil                     | Nathalia Almeida (1:57.64) Viviane Jungblut (1:59.05) Giovanna Diamante (1:58.99) Gabrielle Roncatto (1:58.72) | 7:54.40 | Q     |
| 8         | 2       | 2    | Hong Kong                  | Katii Tang (1:58.31) Sze Hang Yu (1:58.41) Chloe Cheng (1:59.20) Stephanie Au (1:59.56)                        | 7:55.48 | Q,    |
| 9         | 1       | 6    | Turquia                    | Deniz Ertan (1:58.90) Merve Tuncel (1:59.51) Beril Böcekler (2:00.62) Ekaterina Avramova (2:00.46)             | 7:59.49 |       |
| 10        | 1       | 2    | Singapura                  | | DNS     |       |
| 10        | 2       | 7    | Eslováquia                 | | DNS     |       |

### Final
A final foi realizada em 20 de dezembro. 
| Colocação         | Raia | Nacionalidade              | Nadadoras | Tempo   | Notas |
| ----------------- | ---- | -------------------------- | --- | ------- | ----- |
| Medalha de ouro   | 7    | Canadá                     | Summer McIntosh (1:54.30) Kayla Sanchez (1:52.97) Katerine Savard (1:54.01) Rebecca Smith (1:51.68)            | 7:32.96 | {{AM} |
| Medalha de prata  | 5    | Estados Unidos             | Torri Huske (1:54.72) Abbey Weitzeil (1:54.31) Melanie Margalis (1:54.83) Paige Madden (1:52.67)               | 7:36.53 |       |
| Medalha de bronze | 3    | China                      | Li Bingjie (1:53.42) Cheng Yujie (1:54.91) Zhu Menghui (1:55.73) Liu Yaxin (1:55.86)                           | 7:39.92 |       |
| 4                 | 4    | Federação Russa de Natação | Ekaterina Nikonova (1:55.48) Valeriya Salamatina (1:55.33) Anna Egorova (1:55.34) Daria S. Ustinova (1:56.31)  | 7:42.46 |       |
| 5                 | 6    | Hungria                    | Zsuzsanna Jakabos (1:55.36) Fanni Gyurinovics (1:56.89) Nikolett Pádár (1:57.56) Ajna Késely (1:57.23)         | 7:47.04 |       |
| 6                 | 2    | Alemanha                   | Isabel Marie Gose (1:55.00) Annika Bruhn (1:57.48) Leonie Kullmann (1:56.89) Marie Pietruschka (1:57.76)       | 7:47.13 |       |
| 7                 | 1    | Brasil                     | Nathalia Almeida (1:57.49) Viviane Jungblut (1:59.49) Giovanna Diamante (1:56.53) Gabrielle Roncatto (1:58.36) | 7:51.87 |       |
| 8                 | 8    | Hong Kong                  | Katii Tang (1:59.92) Stephanie Au (2:01.76) Chloe Cheng (1:58.80) Chan Kin Lok (2:03.19)                       | 8:03.67 |       |

Legenda
| Recorde mundial       | Recorde mundial (World record)               |                       | Recorde africano                      | Recorde africano (African) |                                           | Q | Classificado por posição (Qualified) |
| Recorde do campeonato | Recorde do campeonato (Championship record)  | Recorde da América    | Recorde da América (Americas)         | q                          | Classificado por melhor tempo (Qualified) |   |                                      |
| Melhor marca do ano   | Melhor marca do ano (World leading)          | Recorde asiático      | Recorde asiático (Asian)              | DNS                        | Não largou (Did not start)                |   |                                      |
| Recorde nacional      | Recorde nacional (National record)           | Recorde europeu       | Recorde europeu (European)            | DNF                        | Não terminou (Did not finish)             |   |                                      |
| Recorde pessoal       | Recorde pessoal do atleta (Personal best)    | Recorde da Oceania    | Recorde da Oceania (Oceania)          | DSQ / DQ                   | Desclassificado (Disqualified)            |   |                                      |
| Recorde da temporada  | Recorde da temporada do atleta (Season best) | Recorde sul-americano | Recorde sul-americano (South America) | NM                         | Sem marca (No mark)                       |   |                                      |